# Brandelev
Brandelev er en lille landsby beliggende ved siden af Næstelsø, 9 km sydøst for Næstved. Brandelev hører til Næstelsø Sogn, og ligger i Næstved Kommune, Region Sjælland. I 1970-2006 hørte landsbyen til Fladså Kommune.
1 km øst for landsbyen render Fladså å og mod syd ligger Brandelev Mose.
Den populære danske skakspiller Poul Hage blev født i Brandelev i 1906.

## Historie
Øst for Brandelev i skovområdet Brandelevholme, blev der i 1905 lokaliseret en langdysse fra den yngre stenalder(ca. 3900 f.Kr. til 1800 f.Kr.).
Fra gammel tid blev Brandelev kaldt for Brandeløv, hvor løv referer til en "arvelig ejendom". Byer der ender med -lev er typisk dateret til jernalderen.
I byen lå Brandelev Forskole. Forskolen blev opført 1918 med to klasser, og børnene gik i skole hver anden dag. Forskolen blev nedlagt i 1973, og der blev i den forbindelse oprettet børnehaveklasser på Næstelsø Skole. I de 55 år skolen eksisterede, havde den kun to lærerinder.

## Jernbanen
Brandelev havde i årene 1900-1961 en station på Næstved-Præstø-Mern Banen, der havde et kombineret læsse- og krydsningspor. Stationsbygningen eksisterer stadigvæk, og er i dag privat bolig.
- Her lå det gamle jernbanespor. I baggrunden ses den gamle stationsbygning.

## Faciliteter
I Brandelev ligger Brandelev Forsamlingshus, der tit er i brug lokalt, bl.a. for private-, fastelavns- og juletræsfester.